# Lesdain
Lesdain es una comuna francesa situada en el departamento de Norte, en la región de Alta Francia.

## Demografía
| 450 | 440 | 426 | 448 | 437 | 422 | 435 |
| Para los censos de 1962 a 1999 la población legal corresponde a la población sin duplicidades (Fuente: INSEE [Consultar]) |     |     |     |     |     |     |